# Aleksandr Bek
Aleksandr Bek   (Saràtov, 21 de desembre de 1902 (Julià) - Moscou, 2 de novembre de 1972), nom complet amb patronímic Aleksandr Alfrédovitx Bek, rus: Алекса́ндр Альфре́дович Бек, fou un escriptor soviètic i rus.

## Biografia
Fill d'un metge empleat per l'Exèrcit Imperial Rus, Bek es va educar a la seva ciutat natal de Saràtov, on va assistir a un Realschule.
Després de la Revolució Russa de 1917 i l'esclat de la Guerra Civil Russa entre els moviments roig i el blanc, es va unir a l'Exèrcit Roig dels bolxevics com a voluntari a l'edat de setze anys i va començar a contribuir amb articles al diari divisional el 1919. La seva primera novel·la, Kurako, completada en honor del destacat obrer metal·lúrgic soviètic Mikhaïl Kurako i seguida de les impressions deixades a Bek després d'una visita a la ciutat de Kuznetsk, va ser publicada el 1934. Diverses altres obres a l'estil del realisme socialista es van escriure durant els anys trenta.
A la Gran Guerra Patriòtica, Bek es va unir a la milícia popular de Moscou, a la Divisió d'Infanteria Krasnopresnenski. Va participar en hostilitats prop de Viazma com a corresponsal de guerra. Com a tal, va ser testimoni de la defensa soviètica de Moscou el 1941.Va produir una de les obres més famoses de la seva vida, Carretera de Volokolamsk, rus: Волоколамское шоссе el 1944, que mostra l'heroisme dels defensors de Moscou. El protagonista principal de la història és l'heroi de la Unió Soviètica i comandant de batalló (més tard coronel de la guàrdia i comandant de divisió) Bauirjan Momixuli. Carretera de Volokolamsk fou un dels llibres preferits de Fidel Castro i el comandant Che Guevara.Fidel Castro va dir a Norberto Fuentes que "la idea d'utilitzar l'amor a la Pàtria per convèncer la gent que em donés suport, em va venir després de llegir la novel·la".
Va ser testimoni de la rendició de l'Alemanya nazi a la Segona Guerra Mundial a Berlín l'any següent.
Entre els treballs més famosos dels anys cinquanta i seixanta de Bek s'inclouen "Diversos dies", rus: Несколько дней i "La reserva del general Panfílov, rus: Резерв генерала Панфилова, tots dos apareguts el 1960 i "Talent (La vida de Berejkov)", rus: Талант (Жизнь Бережкова) de 1956, basada en la vida d'Aleksandr Mikulin, un important dissenyador de motors d'avions.
La novel·la "La nova cita", rus: Новое назначение de 1965, va ser escrita com una novel·la en clau centrada en el polític soviètic Ivan Tevossian, que durant el període de Stalin com a cap de la Unió Soviètica havia estat nomenat per exercir un paper clau en la direcció de la producció metal·lúrgica soviètica. Malgrat l'anunci inicial de la publicació del llibre a les pàgines de Novi Mir, la novel·la no es va publicar a la Unió Soviètica fins al 1986, en gran part a causa de les protestes de la vídua de Tevossian, que es va queixar que l'obra discutia injustament el aspectes més privats de lavida del seu difunt marit. En conseqüència, La nova cita va aparèixer per primera vegada a Frankfurt am Main el 1972mi no fou publicada a l'URSS fins al 1986.
Bek va morir el 2 de novembre de 1972 a Moscou.